# Yuko Arakida
Yuko Arakida (em japonês:  荒木田 裕子; Tóquio, 14 de fevereiro de 1954 – 16 de setembro de 2024) foi uma jogadora de voleibol do Japão que competiu nos Jogos Olímpicos de 1976.
Em 1976, ela fez parte da equipe japonesa que conquistou a medalha de ouro no torneio olímpico, no qual atuou em cinco partidas.